# 제1차 조선교육령
제1차 조선교육령(第一次朝鮮敎育令)은 1911년 8월 23일 칙령 제229호로 공포된 일본의 식민지 교육 법령이다. 전30조로 이루어져 있다.

## 시행
대체로 이 교육령은 한국인에게 일본어를 습득시키고, 되도록 적은 경비로 초보적인 실업교육에 치중하여 충성된 일본인을 만드는 데 주안점을 두고 있다. 이 교육령에 의하여 초등교육기관인 보통학교에서부터 근대적 고등교육기관인 전문학교에 이르기까지 학제가 마련되었다. 1916년에 기존 학교를 승격시켜 몇 개의 전문학교를 설립하였다.
법관양성소로 출발했던 경성전수학교(京城專修學校)가 경성법학전문학교로 승격하고, 의학강습소인 경성의학교가 경성의학전문학교로, 1906년에 설립된 공업전습소(工業專習所)가 1916년에 경성공업전문학교로, 농림학교가 1918년에 수원농림전문학교로 승격되었다.
교육령에 전문학교 설립을 명시했으나 대부분은 기존교를 승격시킨 것에 불과했지 새로 신설된 것은 없다. 그나마도 인문·사회계는 배제하고 공업·농림·의학·법률 등 기술분야에만 한했다. 이로 보아 조선의 민족지도자 양성을 의식적으로 기피하는 정책의 일을 볼 수 있다.

## 제1차 조선교육령 전문

### 제1장 강령
- 제1조 - 조선에 있어 조선인의 교육은 본령에 의한다.
- 제2조 - 교육은 『교육에 관한 칙어』의 취지에 기초하여 충량한 국민을 기르는 본의로 한다.
- 제3조 - 교육은 시세와 민도에 맞도록 이를 베푼다.
- 제4조 - 교육은 이를 크게 나누어 보통교육, 실업교육 및 전문교육으로 한다.
- 제5조 - 교육은 보통의 지식, 기능을 가르쳐 주고, 특히 국민된 성격의 함양함을 목적으로 한다.
- 제6조 - 실업 교육은 농업, 상업, 공업에 관한 지식, 기능을 가르쳐주는 것을 목적으로 한다.
- 제7조 - 전문 교육은 고등한 학술과 기예(技藝)를 가르치는 것을 목적으로 한다.

### 제2장 학교
- 제8조 - 보통학교는 국민교육의 기초가 되는 보통교육을 시키는 곳으로서 신체의 발달에 유의하고 국어(일 어)를 가르치며 덕육을 베풀어 국민된 성격을 양성하고 그 생활에 필요한 보통지식과 기능을 가르친다.
- 제9조 - 보통학교의 수업 연한은 4년으로 한다. 단 지방 실정에 따라 1년을 단축할 수 있다.
- 제10조 - 보통학교에 입학할 수 있는 자는 연령 8세 이상인자로 한다.
- 제11조 - 고등보통학교는 남자에게 고등한 보통 교육을 하는 곳으로서 상식을 기르고 국민된 성격을 도모하여 그 생활에 유용한 지식과 기능을 가르친다.
- 제12조 - 고등 보통학교의 수업연한은 4년으로 한다.
- 제13조 - 고등보통학교에 입학할 수 있는 자는 연령 12세 이상으로서 수업 연한 4년 보통학교를 졸업한 자 또는 이와 동등 이상의 학력을 가진 자로 한다.
- 제14조 - 관립 고등보통학교에는 사범과 또는 교원 속성과를 두어 보통학교의 교원이 되려는 자에게 필요한 교육을 할 수 있다. 사범과의 수업 연한은 1년, 교원 속성과의 수업 연한은 1년 이내로 한다. 사범과에 입학할 수 있는 자로 고등보통학교를 졸업한 자로 하고 교원 속성과에 입학할 수 있는 자는 연령 16세 이상으로 고등보통학교 제2학년의 과정을 수료한 자, 또는 이와 동등 이상의 학력을 가진 자로 한다.
- 제15조 - 여자고등보통학교는 여자에게 고등한 보통교육을 하는 곳으로서 부덕을 기르고 국민된 성격을 도야하며 그 생활에 유용한 지식과 기능을 가르친다.
- 제16조 - 여자고등보통학교의 수업 연한은 3년으로 한다.
- 제17조 - 여자고등보통학교에 입학할 수 있는 자는 연령 12세 이상으로서 수업 연한 4년의 보통학교를 졸업한 자 또는 이와 동등 이상의 학력을 가진 자로 한다.
- 제18조 - 여자고등보통학교에는 기예과를 두어 나이 12세 이상의 여자에게 재봉 및 수예를 전수케 할 수 있다. 기예과의 수업 연한은 3년 이내로 한다.
- 제19조 - 관립 여자고등보통학교에는 사범과를 두어 보통학교의 교원이 되려는 자에게 필요한 교육을 할 수 있다. 사범과의 수업 연한은 1년으로 한다. 사범과에 입학할 수 있는 자는 여자고등보통학교를 졸업한 자로 한다.
- 제20조 - 실업 학교는 농업, 상업, 공업 등 실업에 종사하려는 자에게 필요한 교육을 하는 곳으로 한다.
- 제21조 - 실업학교를 나누어 농업학교, 상업학교, 공업학교, 그리고 간이 실업학교로 한다.
- 제22조 - 실업학교의 수업 연한은 2년 내지 3년으로 한다.
- 제23조 - 실업학교에 입학 할 수 있는 자는 연령 12세 이상으로서 수업 연한 4년의 보통학교를 졸업한 자 또는 이와 동등 이상의 학력을 가진 자로 한다.
- 제24조 - 간이 실업학교의 수업 연한 및 입학 자격에 관하여는 전 2조의 규정에 따르지 않고 조선 총독이 정한다.
- 제25조 - 전문학교는 고등한 학술과 기예를 교수하는 곳으로 한다.
- 제26조 - 전문학교의 수업 연한은 3년 내지 4년으로 한다.
- 제27조 - 전문 학교에 입학 할 수 있는 자는 연령 16세 이상으로서 고등보통학교를 졸업한 자 또는 이와 동 등 이상의 학력을 가진 자로 한다.
- 제28조 - 공립 또는 사립의 보통학교, 고등보통학교, 여자고등보통학교, 실업학교 및 전문학교의 설치 또는 폐지는 조선 총독의 허가를 받아야 한다.
- 제29조 - 보통학교, 고등보통학교, 여자고등보통학교, 실업학교 및 전문학교의 교과목 및 그 과정, 직원 교 과서, 수업료에 관한 규정은 조선총독이 정한다.
- 제30조 - 본 장에 열거한 이외의 학교에 관하여는 조선 총독이 정하는 바에 따른다.